# Dwór Skrzyńskich w Rzeszowie
Dwór Skrzyńskich w Rzeszowie – zabytkowy dwór znajdujący się w Rzeszowie w województwie podkarpackim.

## Historia
Dwór został wybudowany w latach 1828–1830 na zlecenie Klemensa Skrzyńskiego, syna Franciszka Borgiasza Skrzyńskiego. Budynek rozbudowano w XIX wieku. W 1928 roku obiekt został odkupiony przez Jana i Karolinę Leśniaków, a w 1967 roku odziedziczył go Stefan Leśniak. Prawdopodobnie w okresie bycia własnością Leśniaków przebudowano przedsionek i taras dworu. W 1968 roku budynek został przejęty przez skarb państwa. W 2023 roku mieściło się w nim biuro ogłoszeń gazety Nowiny.

## Architektura
Budynek reprezentuje styl klasycystyczny. Murowany z cegły, parterowy z dwiema facjatami od strony północnej i południowej, otynkowany i częściowo podpiwniczony. Zbudowano go na rzucie prostokąta, z gankiem od północy, nad którym znajduje się taras z żelazną balustradą oraz tarasem od południa. Daszek nad przedsionkiem został wsparty kolumną toskańską. W budynku zachowały się dwa okna krosnowe sześcioszybne. Elewacje północna i południowa siedmioosiowe i boniowane, zaś facjaty dwuosiowe. Ściany zwieńczone gzymsem profilowanym, pod oknami również gzymsy profilowane. Nad oknami płyciny w kształcie półkola wypełnione motywem wschodzącego słońca. Naroża budynku z kanelowanymi pilastrami
Dach obiektu czterospadowy, pokryty blachą. Więźbę dachową stolcową wzmacniają jętki nad stolcem.
Wnętrze o układzie dwutraktowym, z korytarzem i klatką schodową pomiędzy traktami. Klatka schodowa ze schodami zabiegowymi i wejściem w formie arkady zamkniętej półkoliście. Na podeście klatki schodowej płytka prostokątna, nisza zamknięta segmentowo. W jednej z facjat zamknięta półkoliście nisza w narożu. Wewnątrz zachowane pozorne sklepienie zwierciadlane.